# Meguilat Ta'anit
Ne doit pas être confondu avec Taanit (traité).

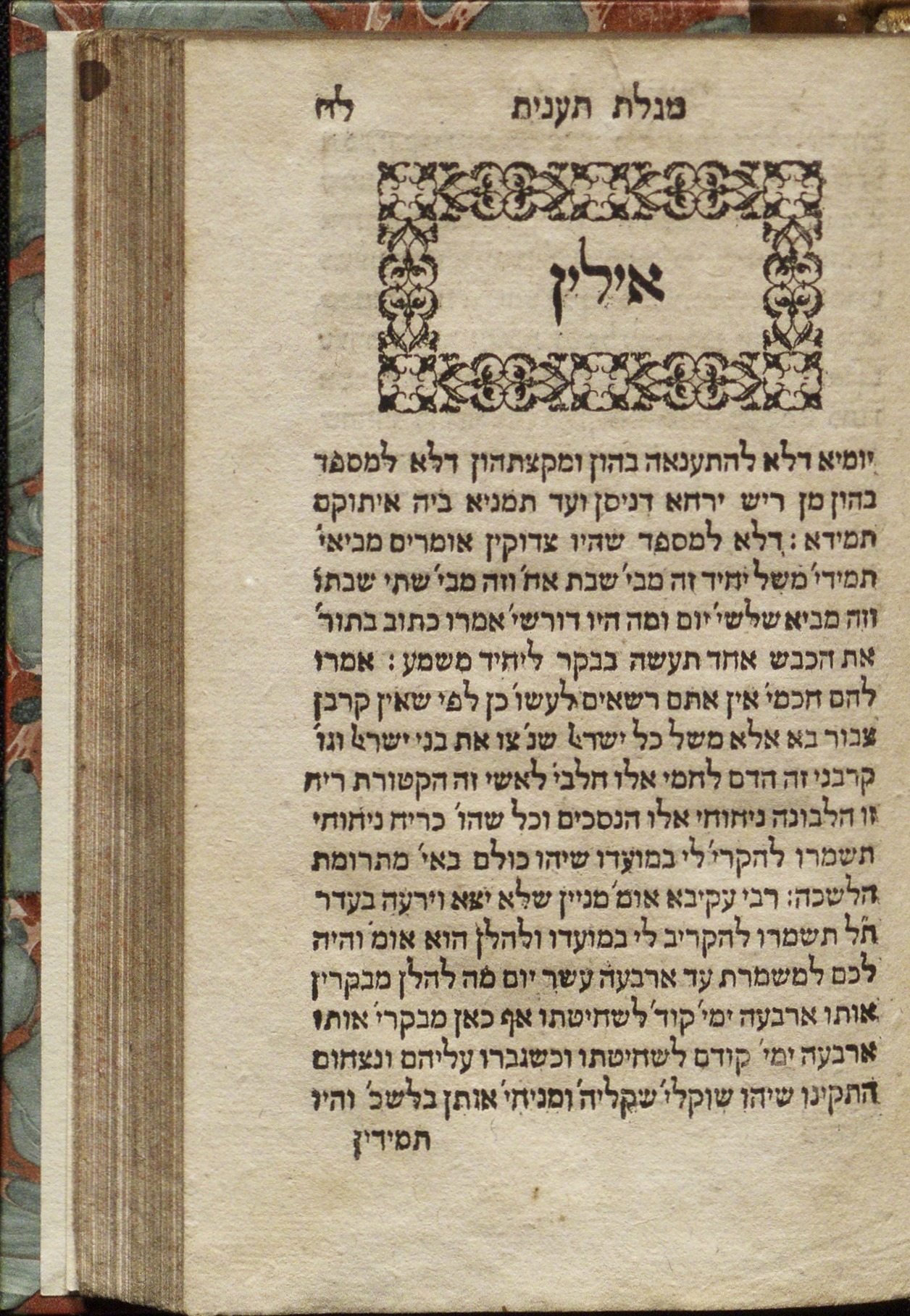
Première page du livre (édition Bâle 1580).

La Meguilat Ta'anit (hébreu : מגילת תענית « Rouleau des jeûnes ») est une œuvre pharisienne rédigée en moyen-araméen à la fin de la période du Second Temple. C'est un comput d'environ 35 dates mémorables, au cours desquelles les marques de deuil publiques comme le jeûne et les éloges funèbres, sont prohibées. 
Les évènements couverts par le rouleau s'étendent apparemment sur une période de 500 ans, depuis la reconstruction des murailles de Jérusalem à l'époque d'Esdras et de Néhémie jusqu'à l'annulation des décrets de l'empereur Caligula, peu avant la destruction du second Temple. Selon le Talmud de Babylone qui rapporte une dispute entre deux docteurs de la Mishna, Meïr et Yosse ben Halafta, sur sa validité après la destruction du temple, les dates que le rouleau prescrit d'observer, ont été abolies, à l'exception de Pourim et de Hanoucca (Rosh Hashana 18b-19b, Choulhan Aroukh Orah Hayyim 573:1).